# Argyrogrammana
Argyrogrammana es un género de mariposas de la familia Riodinidae.

## Diversidad
Existen 35 especies reconocidas en el género, 33 de ellas tienen distribución neotropical.

## Plantas hospederas
Las especies del género Argyrogrammana se alimentan de plantas de la familia Clusiaceae. Las plantas hospederas reportadas incluyen los géneros Garcinia, Tovomitopsis, Calophyllum.